# Hôtel Woodstock
Pour les articles homonymes, voir Woodstock.
Pour plus de détails, voir Fiche technique et Distribution.
Hôtel Woodstock (Taking Woodstock), ou Souvenirs de Woodstock au Québec, est un film américain réalisé par Ang Lee, sorti en 2009.
Il est présenté le 19 mai 2009 en sélection officielle au festival de Cannes, ainsi que le 6 septembre 2009 au festival de Deauville.

## Synopsis
Après avoir passé de mauvais jours à Greenwich Village, l'architecte d'intérieur Elliot Tiber retourne dans le nord de New York vivre auprès de ses parents, propriétaires d'un motel, le El Monaco Motel, situé dans les Catskills où le jeune homme reprend ses activités de gérant. Son père a des problèmes financiers et risque la saisie de ses biens s'il ne peut payer l'assurance de son bâtiment et sa mère est une femme autoritaire et grippe-sous.
Par hasard, Elliot apprend qu'une ville voisine vient de refuser qu'un festival de musique (plus tard nommé Woodstock) se déroule sur ses terres. Propriétaire d'une licence l'autorisant à organiser un festival musical, Elliot appelle les producteurs et leur propose d'organiser le festival chez lui…
Dans les jours qui suivent, la vie d'Elliot Tiber et de la petite communauté tranquille où vivent ses parents va être complètement bouleversée. Les préparatifs du concert montent en puissance, les hôtels de la petite ville sont pris d'assaut et les voisins affichent leur hostilité contre Tiber et les hippies. Puis une foule de plus de cinq cent mille personnes va déferler vers les terrains de son voisin Max Yasgur, qui les a loués aux organisateurs,.

## Fiche technique
- Titre original : Taking Woodstock
- Titre français : Hôtel Woodstock
- Titre québécois : Souvenirs de Woodstock
- Réalisation : Ang Lee
- Scénario : James Schamus, d'après le livre d'Elliot Tiber et Tom Monte
- Musique : Danny Elfman
- Direction artistique : Peter Rogness
- Décors : David Gropman
- Costumes : Joseph G. Aulisi
- Photographie : Éric Gautier
- Montage : Tim Squyres
- Production : Ang Lee et James Schamus
- Société de production : Focus Features
- Société de distribution : Universal Pictures International France
- Budget : 30 000 000 dollars[4]
- Pays de production :  États-Unis
- Langue officielle : anglais
- Format : couleur
- Genre : comédie dramatique
- Durée : 115 minutes
- Dates de sortie :
  - France : 16 mai 2009 (festival de Cannes) ; 23 septembre 2009 (sortie nationale)
  - États-Unis : 28 août 2009
  - Belgique : 12 octobre 2009 (festival international du film de Flandre-Gand) ; 14 octobre 2009 (sortie nationale)

## Distribution

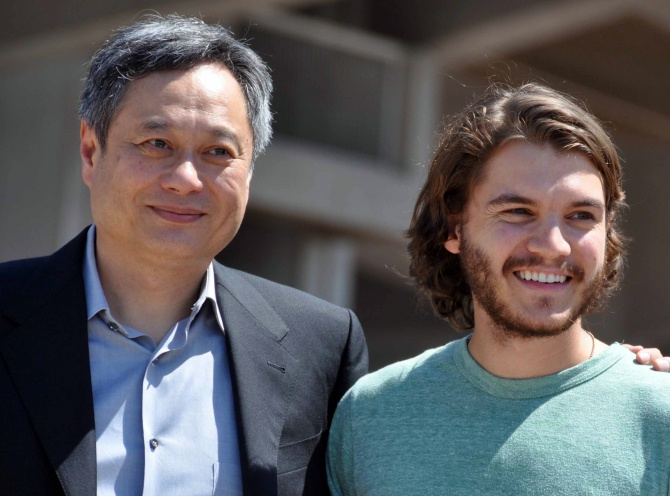
Ang Lee et Emile Hirsch lors de la présentation du film au festival de Cannes 2009.

- Demetri Martin (VF : Guillaume de Tonquédec) : Elliot Tiber
- Imelda Staunton (VF : Frédérique Cantrel) : Sonia Teichberg, la mère d'Elliot Tiber
- Henry Goodman (VF : Michel Vuillermoz) : Jake Teichberg, le père d'Elliot Tiber
- Liev Schreiber (VF : Thierry Hancisse) : Vilma
- Jonathan Groff (VF : Mathieu Sampeur) : Michael Lang, l'organisateur de Woodstock
- Emile Hirsch (VF : Benjamin Jungers) : Billy, le vétéran du Viêt Nam
- Jeffrey Dean Morgan (VF : Laurent Hugry) : Dan, le frère ainé de Billy
- Dan Fogler (VF : Loïc Houdré) : Devon, le leader de la "troupe de théâtre" des Enfants de Jupiter
- Eugene Levy (VF : François Siener) : Max Yasgur, le propriétaire du champ où se trouve le festival de Woodstock
- Mamie Gummer : Tisha, l'assistante de Michael Lang
- Paul Dano : le jeune homme du combi VW
- Kelli Garner : la jeune femme du combi VW
- Kevin Chamberlin : le banquier
- Damian Kulash : un musicien
- Kevin Sussman : Stan
- Stephen Kunken : Mel Lawrence
- Katherine Waterston : Penny
- Louisa Krause : une fille hippie
- Josh Safdie : le caméraman du documentaire (non crédité)

Version française
- - Studio de doublage : Alter Ego
  - Direction artistique : Hervé Icovic
  - Adaptation : Vanessa Chouraqui & Isabelle Audinot

Source et légende : Version française (V. F.) sur le site d’AlterEgo (la société de doublage)

## Production

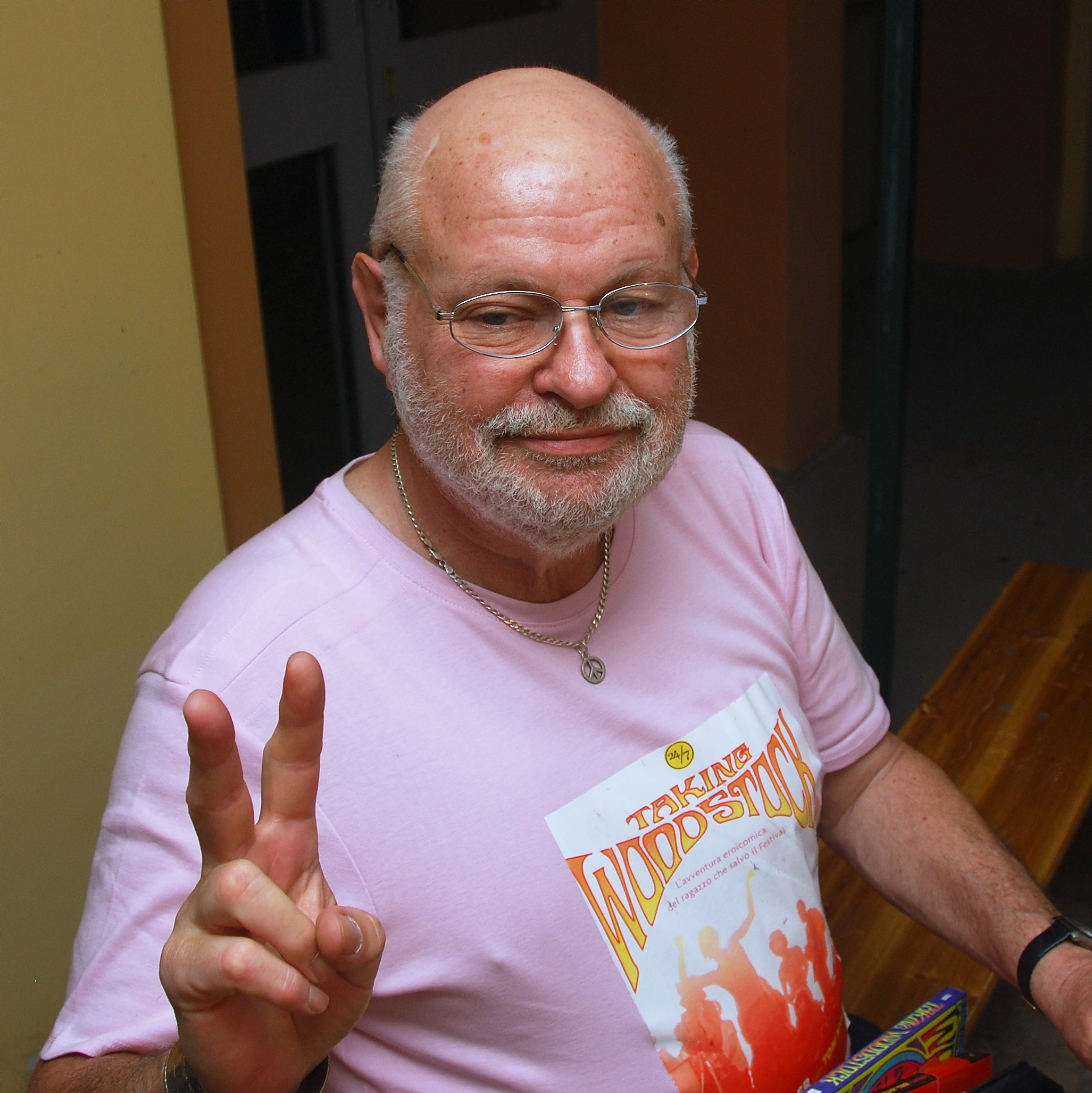
Le véritable Elliot Tiber.

C'est à San Francisco qu'Elliot Tiber et Ang Lee se rencontrent sur un plateau télévisé en 2007 : l'un effectue la promotion de ses mémoires, Taking Woodstock : A True Story of a Riot, a Concert, and a Life, écrits avec Tom Monte, et l'autre celle du film Lust, Caution. Le premier lui confie une copie de son livre. Après l'avoir lu, ce dernier décide d'en tirer un film.

« Il m'a fait un résumé d'une minute de ses mémoires et je me suis dit que si The Ice Storm était une sorte de gueule de bois de l'après-1969, Taking Woodstock serait la superbe nuit qui précède. Par ailleurs, j'avais réalisé six films dramatiques dans la foulée, j'avais besoin d'un bon sujet de comédie, sans cynisme. Pour moi, 1969 et Woodstock représentent les derniers moments d'innocence dans le monde. »

— Ang Lee.
La maison de production Focus Features, dans laquelle le réalisateur Ang Lee et le scénariste James Schamus sont associés, commence à travailler sur une intrigue liée à Woodstock fin août 2008. Le scénariste adapte évidemment les mémoires d'Elliot Tiber. Quant au réalisateur, il choisit les acteurs. Quelques jours après, les producteurs déplacent les dates du tournages à cause d'une grève des acteurs.

### Attribution des rôles
Ang Lee confie le rôle principal à Demetri Martin, acteur new-yorkais né en 1973 qui, bien qu'inconnu en France, est pourtant célèbre outre-atlantique pour ses émissions comme Important things with Demetri Martin. Imelda Staunton et Henry Goodman jouent les parents du personnage principal. Jonathan Groff joue l'organisateur de Woodstock Michael Lang. Emile Hirsch, vedette dans Into the Wild, interprète un vétéran de retour du Viêt Nam. Eugene Levy joue le rôle de Max Yasgur ; Liev Schreiber celui d'un travesti nommé Vilma ; Jeffrey Dean Morgan celui de Dan, homme marié qui a eu une liaison avec Elliot Tiber ; Paul Dano et Kelli Garner jouent un couple hippie qui assiste au concert.

### Tournage

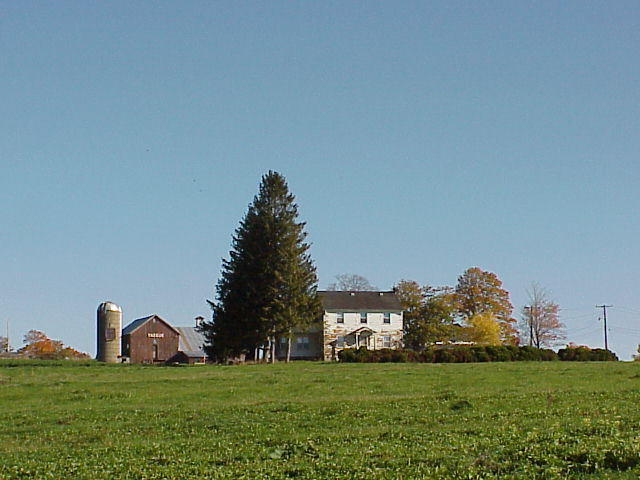
La ferme de Max Yasgur où le Festival de Woodstock a eu lieu.

Le tournage a lieu du 18 août 2008 en octobre de la même année à New York, notamment à Cherry Plain State Park (en), pour le concert Woodstock, à Hillsdale, à John Perotti's Lone Pine Farm, pour la ferme de Max Yasgur à Bethel, à Millerton, à Schodack, à Stephentown, pour le bar à l'hôtel El Monaco Motel, sur l'U.S. Route 20, pour l'arrivée en embouteillage des hippies au premier jour du concert, et à Valley Rest Motel, New Lebanon, pour l'hôtel El Monaco Motel.

### Musique
Presque cinq ans après le film Hulk, Ang Lee retrouve pour la deuxième fois Danny Elfman, complice de Tim Burton.

## Accueil

### Festivals et sorties
Le film est présenté le 19 mars 2009 en sélection officielle au festival de Cannes, ainsi que le 13 juillet 2009 au festival Paris Cinéma et le 6 septembre 2009 au festival de Deauville, avant d'être projeté aux États-Unis à partir du 28 août 2009.
Il est également sélectionné en Belgique le 12 octobre 2009 au festival international du film de Flandre-Gand, avant sa projection publique à partir du 14 octobre 2009.

### Box-office
| Pays ou région | Box-office      | Date d'arrêt du box-office | Nombre de semaines |
| -------------- | --------------- | -------------------------- | ------------------ |
| Mondial        | 8 303 721 $     | 27 septembre 2009          | 5 semaines         |
| États-Unis     | 7 460 204 $     | 27 septembre 2009          | 5 semaines         |
| France         | 148 434 entrées | 13 octobre 2009            | 3 semaines         |

## Nominations
- Festival de Cannes 2009 : en compétition pour la Palme d'or
- Festival du cinéma américain de Deauville 2009 : hors compétition

## voir aussi